# Verdoemenis
Verdoemenis of vervloeking is hetgeen over iemand afgekondigd wordt door een god, of diens vertegenwoordiger namens hem, waarbij de vervloekte de toegang tot de hemel ontzegd wordt. Vervloeking is niet gelijk aan excommunicatie, waarbij iemand in de regel (tijdelijk) uit de gemeenschap wordt geweerd. Verdoemd worden betekent echter niet dat de verdoemde per definitie in het hiernamaals de hel in plaats van de hemel betreedt, omdat de gelovige in de regel eerst individueel verantwoording moet afleggen aan God. Deze twee fenomenen liggen echter wel dicht bij elkaar in de theologie, omdat degene die verdoemt vaak gezien wordt als in meer of mindere mate onfeilbaar.

## Christendom
In een aantal westerse varianten van het christendom is de vervloeking wat een mens verdient voor zijn zonden. Alleen bij de gratie van God en de verlossing van Jezus Christus kan de mens de hemel bereiken. Tradities die de Bijbel geheel dan wel grotendeels symbolisch nemen, wijken daarvan soms af of geven de aanhangers de mogelijkheid hier individueel een vrijere interpretatie aan te geven. De traditionele tegenhanger van de hemel is de hel. De Rooms-Katholieke Kerk kent een vagevuur als een soort tussenstation, waar de zondaar gelouterd kan worden indien zijn zonden ernstig maar niet onoverkomelijk zijn.
Traditioneel zou de hel zich in de aarde bevinden, maar sommige moderne christenen lokaliseren de hel in een voor de mens onzichtbare dimensie.
De oosterse kerken binnen het christendom stellen de hel regelmatig als evenredig tegenhanger tegenover de Liefde van God of Jezus Christus. Hierin kijken oosters orthodoxe christenen dus met een andere invalshoek naar hetzelfde fenomeen als de rooms-katholieken.
De calvinisten in Nederland en daarbuiten kennen een veelheid aan interpretaties. Een vagevuur kennen zij niet en de interpretatie van de vorm en toedracht van de hel, alsmede wie deze verdient, hangt regelmatig samen met de wijze waarop men de Bijbel leest en uitlegt: à la lettre of meer met een mystieke en overdrachtelijke betekenis.

## Islam
In de islam kennen de gelovigen ook een hel, het Djahannam, (Arabisch: جهنم). Deze vertoont overeenkomsten met die uit het christendom en het jodendom en is bestemd voor hen die zich bezondigd hebben aan onvergeeflijke zonden. De mystieke tegenhanger van de hel is binnen de islam de Djannah, (Arabisch: جنّة).

## Verwensing
In andere talen zijn soms krachttermen aanwezig om iets of iemand de hel te wensen. Damn (it) is hiervan een voorbeeld. Het Nederlandse godverdomme zou een verwensing zijn naar de spreker zelf, hoewel ook gesuggereerd wordt dat het niet een eerste persoon enkelvoud met een subjectsvorm van het persoonlijk voornaamwoord is, maar een conjunctief. De verwensing kan zodoende ook jegens iemand of iets anders zijn.
Over het algemeen en meer in het bijzonder in het Nederlands worden deze uitspraken gezien als blasfemie. Vaker nog behoren zij niet tot het sociaal wenselijke vocabulaire.